# Szlak „Solny”

Szlak „Solny” – czerwony znakowany szlak turystyczny w województwie zachodniopomorskim o charakterze regionalnym.

## Przebieg szlaku
- Kołobrzeg
- Białogard
- Tychowo
- Połczyn-Zdrój
- Czaplinek